# Vídua de Nigèria
La vídua de Nigèria (Vidua nigeriae) és un ocell de la família dels viduids (Viduidae).

## Hàbitat i distribució
Habita la sabana humida a les planures inundables del Riu Benue, al nord del Camerun, Sudan del Sud, Senegal i Gàmbia.